# 내 사랑 연가
《내 사랑 연가》는 2016년 7월 22일에 발매된 강민주의 정규 음반이다.

## 수록곡
| #   | 제목                                   | 작사   | 작곡                  | 재생 시간 |
| --- | -------------------------------------- | ------ | --------------------- | --------- |
| 1.  | 〈내 사랑 연가〉                       | 정선화 | 김금복 (편곡: 김금복) | 3:14      |
| 2.  | 〈회룡포〉                             | 고경환 | 고경환 (편곡: 고경환) | 3:41      |
| 3.  | 〈욕심없는 여자〉                      | 이용구 | 한형석 (편곡: 이승수) | 3:27      |
| 4.  | 〈사랑 하나 이별 둘〉                  | 정은이 | 남국인 (편곡: 송태호) | 3:44      |
| 5.  | 〈사랑의 성〉                          | 김정호 | 김정호 (편곡: 김정호) | 3:25      |
| 6.  | 〈오작교〉                             | 정은이 | 남국인 (편곡: 송태호) | 3:25      |
| 7.  | 〈로맨스 사랑〉                        | 정지현 | 박성훈 (편곡: 정경천) | 3:07      |
| 8.  | 〈톡톡 쏘는 남자〉                     | 김상길 | 박성훈 (편곡: 정경천) | 3:37      |
| 9.  | 〈내 사랑 연가 (MR)〉                  | 정선화 | 김금복 (편곡: 김금복) | 2:26      |
| 10. | 〈회룡포 (MR)〉                        | 고경환 | 고경환 (편곡: 고경환) | 3:43      |
| 11. | 〈욕심없는 여자 (MR)〉                 | 이용구 | 한형석 (편곡: 이승수) | 3:27      |
| 12. | 〈로맨스 사랑 (MR)〉                   | 정지현 | 박성훈 (편곡: 정경천) | 3:07      |
| 13. | 〈톡톡 쏘는 남자 (MR)〉                | 김상길 | 박성훈 (편곡: 정경천) | 3:37      |
| 14. | 〈사랑 하나 이별 둘 (MR)〉             | 정은이 | 남국인 (편곡: 송태호) | 3:44      |
| 15. | 〈내 사랑 연가(가야금 반주 Intro 무)〉 | 정선화 | 김금복 (편곡: 김금복) | 3:14      |